# 刘赞 (五代)
刘赞（？—935年），魏州人，五代十国后梁、后唐官员。
刘赞年轻时就有文采。父亲刘玭，为令录，教给他以诗书，夏天令他穿青襦单衫。刘玭每次吃肉，另置蔬菜给刘赞吃，说：“肉食是君主给的俸禄。你想吃肉，应当苦心学习，自可得到，我的俸禄不可分你。”刘赞二十多岁就有文辞，三十余岁登进士第。魏博节度使罗绍威署任他为巡官，罢归京师，依附开封尹劉鄩。很久以后，租庸使赵岩把他作为巡官，官至户部员外郎，职如故。唐庄宗入汴京，租庸副使孔谦以刘赞为盐铁判官。唐明宗天成年间，历任知制誥、中书舍人。与学士竇夢徵同年登第，又是邻居，互相友善，窦梦徵去世，刘赞与同年楊凝式身穿緦麻，对其灵位而哭，窦家无嫡长，刘赞帮助处理丧事，恤其孀妻幼子。改任御史中丞、刑部侍郎。
刘赞性情温和，居官谨慎，别人以私利求他，虽权豪不能移其节操。未几，改任秘书监，兼秦王傅。秦王李從榮轻佻峻急，明宗让他自己选师傅，他选择了刘赞。刘赞得知任命，掩面哭泣，固辞不受，但没有成功。时秦王僚属全都奉承迎合，只有刘赞从容规劝。刘赞劝谏秦王：“殿下宜以孝敬为职，浮华非所尚。”秦王在酒筵之中，令属官宾客秉笔赋诗。刘赞身为师傅，也在其中，他勉强提笔，但表现得很不高兴。秦王讨厌他，让下人在刘赞到来后不要通报，让刘赞每月一次至衙。刘赞在王府为官，不敢朝参，不与外界交往，只是闭门伤感，秦王获罪，冯道建议将刘赞只是朝内降职，刘赞已穿着麻衣准备好驴乘在门前了。朱弘昭认为李从荣如果成功，刘赞会获益，坚持要杀了他，冯赟也力争不可，刘赞才得免死。御史台史宣敕，将他长流嵐州，即时前去贬所。在岚州过了一年，清泰二年（935年）春，末帝李从珂下诏让他回到田里。妻纥干氏途中去世，刘赞悲痛过度，行至石会关去世，时年六十余岁。